# Cork Celtic Football Club
Cork Celtic, ou anteriormente Evergreen United foi uma equipe irlandesa de futebol com sede em Cork. Disputava a primeira divisão da Irlanda (Campeonato Irlandês de Futebol).
Seus jogos foram mandados no Turners Cross, que possui capacidade para 15.000 espectadores.

## História
O Cork Celtic foi fundado em 1935.